# Tony Carello
Antonio Carello, detto Tony (Torino, 10 marzo 1951), è un ex pilota automobilistico italiano, vincitore del campionato europeo rally 1978 su Lancia Stratos HF.
Iniziò a correre nel 1970, gareggiando nelle gare in salite al volante di una A112. Il suo miglior risultato nel campionato WRC è stato un 4º posto assoluto nel 21º Tour de Corse nel 1977.

## Palmarès
- Campionato europeo rally: 1
1978 su Lancia Stratos HF
- Rally Targa Florio: 1
1978 su Lancia Stratos